# Svibno
Svibno este o localitate din comuna Radeče, Slovenia, cu o populație de 183 de locuitori.